# 아만두스 폴라누스

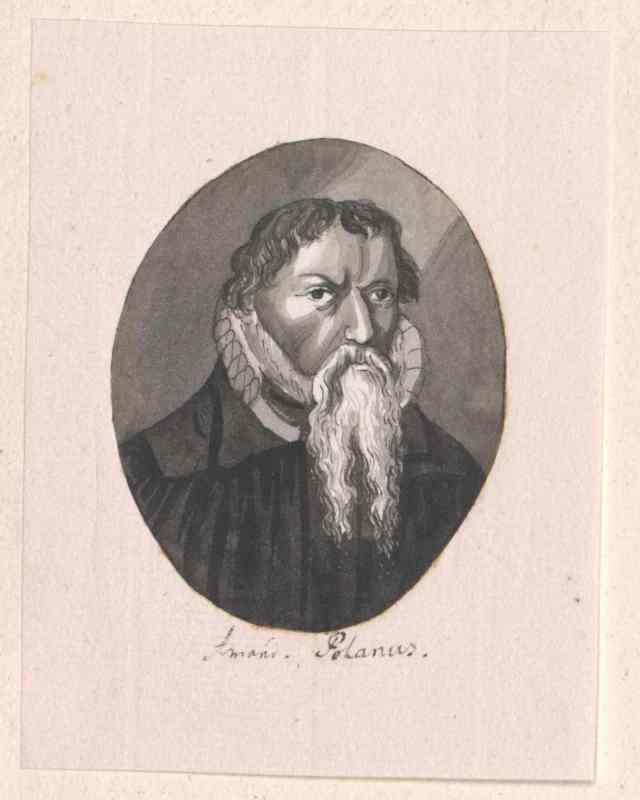
아만두스 폴라누스의 초상화

아만두스 폴라누스( Amandus Polanus von Polansdorf; 1561년 - 1610년)는 초기 개혁주의 정통파의 독일출신의 신학자이다.
1603년에는 루터의 번역을 기초로 하여 최초로 성경을 칼빈주의적으로, 독일어 번역을 하였다. 그의 조직신학은 아리스토텔레스주의의 분석과 라뮈즘 방법론을 쓴 것으로 유명하다. 그의 신학은 신론 중심이지만, 기독론, 언약론, 윤리학, 실천신학과 균형감있게 계발시켰다. 그는 라뮈즘의 영향을 받아 신학을 두 개로 나뉘었는 데, 그것은 믿음과 선행이었다.
프란시스쿠스 유니우스의 신학적 구분을 채택하였다.

## 신학
그의 그리스도에 관한 정의는 역사적이면서 경륜적이었다. 그의 기독론은 그리스도의 인성과 그리스도의 사역, 두 가지로 나누어 구분하였다.

## 저서
- 〈신학의 분류〉라는 3권짜리 교리집
- 〈기독교 신학의 체계〉